# Luceria lactealis
Luceria lactealis är en fjärilsart som beskrevs av Rothschild 1916. Luceria lactealis ingår i släktet Luceria och familjen nattflyn. Inga underarter finns listade i Catalogue of Life.